# Étienne Vogoridès
Étienne Vogoridès (grec moderne : Στέφανος Βογορίδης; bulgare : Стефан Богориди; roumain : Ștefan Vogoride; turc : Stefanaki Bey) est né en 1782 à Kotel et mort à Constantinople le 13 août 1859, dans l'Empire ottoman. C’est un Phanariote d’origine pontique et bulgare, qui règne en 1821 et 1822 à Iași comme Caïmacan de Moldavie et à Bucarest comme Caïmacan de Valachie, puis devient prince de Sámos de 1833 à 1849/1852.

## Origine
Selon les dictionnaires bulgares, il se serait appelé Staïko Vogoridi à sa naissance, et malgré la terminaison en -ίδης typiquement pontique, son paronyme viendrait de Boris, prénom du tsar Boris de Bulgarie (qui règne de 852 à 889). Originaire de Kotel dans l’actuelle Bulgarie et fils d’un marchand, Ioannès Vogoridis en grec, transcrit Ivan Bogoridi en bulgare, il a des racines bulgares par son grand-père, le pope Vladislav (1739-1813), évêque de Vratsa en 1794 sous le nom de Sophronios de Vratsa. Sophronios est l’un des artisans de la renaissance du patriarcat de Tarnovo, ce que les protochronistes, très nombreux dans les Balkans, interprètent comme une attitude patriotique bulgare. En fait, à cette époque, et dans le système ottoman des « milliyets » (« nations » au sens religieux du terme), les chrétiens orthodoxes sujets de la « Sublime Porte », quelles que soient leurs langues et cultures, ne forment qu’une seule communauté, et en l’absence de statistiques ethniques il est difficile de préciser qui est grec ou bulgare, surtout en Macédoine et Roumélie orientale où les langues sont toutes parlées et où elles ne recoupent pas forcément les religions, puisqu’il y a des bulgarophones musulmans (les Pomaks) et des turcophones chrétiens (les Gök-Oğuz). La seule chose certaine est qu’Étienne Vogoridès est de culture grecque et que sa famille s’intègre dans le milieu Phanariote.

## Au service de l’Empire ottoman
Comme beaucoup de Phanariotes, Étienne Vogoridès est polyglotte, parlant grec, turc, bulgare, russe, français, italien et roumain ; il entre au service de l’Empire ottoman comme Drogman (interprète), d’abord dans l’entourage d’Husrev Pacha dans les années 1790, qu’il accompagna en Égypte entre 1799 et 1803 ; de 1812 à 1819 il passe au service des hospodars de Moldavie comme préfet du port danubien de Galați, sous le règne du prince Scarlat Kallimachis. Il est promu successivement Agha (grade ottoman) en 1813, Stolnic (chef des juges moldaves) en 1814 et Hetman (général) en 1820.
Après l’écrasement de la révolution roumaine de 1821 et l’échec de l’intronisation de Scarlat Kallimachis, Étienne Vogoridès obtient en mai 1821 de remplacer le prince Alexandre Șuțu sur le trône moldave, mais il doit quitter sa fonction dès le 22 juillet 1822. Il revient à Constantinople où se concilie le Divan ottoman et sera en 1828 l’un des négociateurs du Traité d’Andrinople. Il devient enfin membre du Tanzimat.
Après la signature le 11 décembre 1832 du Protocole de Londres, entre la Turquie, la France, l'Angleterre et la Russie qui garantissait, entre autres, la sécurité des chrétiens ottomans, il est le premier Phanariote à être nommé Prince de Sámos en septembre 1833.
Étienne Vogoridès ne réside pas à Samos dont il confie la gestion à une série de Caïmacams (gouverneurs). Les exactions de ces exécutants sont telles que le dernier est expulsé par la population excédée en 1849. La « Sublime Porte » doit se résoudre à le relever de ses fonctions et à nommer comme successeur en novembre 1852 Aléxandros Kallimáchis, un fils de Scarlat Kallimachis.
Étienne Vogoridès meurt à Constantinople en 1859.

## Union et postérité
De son union en 1813 avec Ralou Skilitzès naissent 7 enfants dont :
- Nicolas Vogoridès ;
- Anna, épouse de Constantin Mousouros (1807-1891) ;
- Smaranda, qui épouse en 1834 le prince Mihail Sturdza.

## Note
1. ↑  Βογορίδης est un patronyme pontique.
2. ↑  Sophronios de Vratsa st canonisé par l’Église Bulgare le 31 décembre 1964.
3. ↑  Christine M. Philliou, Biography of an Empire: Governing Ottomans in an Age of Revolution, p. 61 Lire en ligne.
4. ↑  La monarchie est élective dans les principautés roumaines de Moldavie et de Valachie. Le souverain (voïvode, hospodar ou domnitor selon les époques et les sources) est élu par (et souvent parmi) les boyards, puis agréé par les Ottomans : pour être nommé, régner et se maintenir, il s'appuyait sur les partis de boyards et fréquemment sur les puissances voisines, russe et turque, car jusqu'en 1859 les deux principautés sont vassales et tributaires de la « Sublime Porte ». Le candidat au trône devait ensuite « amortir ses investissements » par sa part sur les taxes et impôts, verser en outre le tribut aux Ottomans, payer ses mercenaires et s'enrichir néanmoins. Pour cela, un règne d'un semestre au moins était nécessaire, mais la « concurrence » était rude, certains princes ne parvenaient pas à se maintenir assez longtemps sur le trône, et devaient ré-essayer. Cela explique le « jeu des chaises musicales » sur les trônes, la brièveté de beaucoup de règnes, les règnes interrompus et repris, et parfois les règnes à plusieurs (co-princes). Quant au gouvernement, il était assuré par les ministres et par le Sfat domnesc (conseil des boyards).
Concernant le tribut aux Turcs, la vassalité des principautés roumaines envers l'Empire ottoman ne signifie pas, comme le montrent par erreur beaucoup de cartes historiques, qu'elles soient devenues des provinces turques et des pays musulmans. Seuls quelques petits territoires moldaves et valaques sont devenus ottomans : en 1422 la Dobrogée au sud des bouches du Danube, en 1484 la Bessarabie alors dénommée Boudjak, au nord des bouches du Danube (ce nom ne désignait alors que les rives du Danube et de la mer Noire), en 1538 les rayas de Brăila alors dénommée Ibrahil et de Tighina alors dénommée Bender, et en 1713 la raya de Hotin. Le reste des principautés de Valachie et Moldavie (y compris la Moldavie entre Dniestr et Prut qui est appelée Bessarabie en 1812, lors de l'annexion russe) conservent leurs propres lois, leur religion orthodoxe, leurs boyards, princes, ministres, armées et autonomie politique (au point de se dresser plus d'une fois contre le Sultan ottoman). Les erreurs cartographiques et historiques sont dues à l'ignorance ou à des simplifications réductrices. Voir Gilles Veinstein et Mihnea Berindei : L'Empire ottoman et les pays roumains, EHESS, Paris, 1987.